# Vidlița, Montana
Vidlița (în bulgară Видлица) este un sat în comuna Gheorghi Dameanovo, regiunea Montana,  Bulgaria. 

## Demografie
Componența etnică a satului Vidlița
     Bulgari (99,12%)
     Nicio identificare (0,87%)
     Altele (0%)
La recensământul din 2011, populația satului Vidlița era de 114 locuitori. Din punct de vedere etnic, majoritatea locuitorilor (99,12%) erau bulgari. Pentru 0,87% din locuitori nu este cunoscută apartenența etnică.